# Maison de Plancy
La maison de Plancy est une famille féodale française originaire de Champagne qui serait une branche de la maison de Chappes. Elle tire son nom de son fief de Plancy-l'Abbaye, dans l'Aube, où elle possédait le château de Plancy. Elle s'est éteinte en 1396.

## Filiation
- Adam Boucher, secrétaire du Roy (Louis VI, le Gros), 3e fils de Bureau, seigneur d'Orfay, Garde des Sceaux de France et de Gilette Raguier.
- Marie Boucher, femme de Christophe De La Croix, Seigneur de Plancy.
- Gillette (Gilia, Gile) de Plancy (née vers 1035, morte vers 1085), première dame de Plancy connue, et tige de la maison de Plancy. Elle fonde avant 1080 le prieuré de Plancy (Montier-aux-Ormes) qu'elle donne à l'abbaye de Molesme[1]. Il est possible qu'elle soit une fille d'Engelbert IV, comte de Brienne[2]. Elle aurait épousé Clarembaud Ier de Chappes dont elle aurait eu au moins quatre enfants :
  - Gautier Ier de Chappes (vers 1050-avant 1111), qui succède à son père comme seigneur de Chappes ; père de Clarembaud II de Chappes, vicomte de Troyes, lui-même père de Clarembaud III…
  - Hugues Ier de Plancy, qui suit, successeur de sa mère comme seigneur de Plancy.
  - Hodierne de Chappes, citée comme sœur d'Hugues dans une charte faite entre 1076 et 1120.
  - peut-être une autre fille non nommée, qui aurait épousé Geoffroi de Troyes, sénéchal du comte Hugues Ier de Champagne
- Hugues Ier de Plancy (né vers 1060, mort vers 1093). Il aurait épousé Emmeline de Vendeuvre, fille de Thibaut de Vendeuvre[3], dont il aurait eu un fils :
  - Philippe Ier de Plancy, qui suit.
- Philippe Ier de Plancy (né vers 1080, mort  vers 1117)[N 1]. Il épouse une fille de Milon Ier de Monthléry et de Lithuaise, vicomtesse de Troyes, dont il a deux enfants :
  - Hugues II de Plancy, qui suit.
  - Hodierne de Plancy, citée dans une charte de 1099.
- Hugues II de Plancy (né vers 1093/1095/1100, mort vers 1146). Il épouse Émeline de Bazoche (Bazoches ? ; sœur de Névelon de Bazoches, abbé de Molesme en 1164-1166 ?), dont il a trois enfants :
  - Hugues III de Plancy, qui suit.
  - Miles de Plancy (né vers 1130, assassiné à Acre en octobre 1174), sénéchal de Jérusalem et seigneur de Montréal et d'Outre-Jourdain.
  - Barthélemy (Haïce/Hayce) de Plancy, chancelier du comte de Champagne Henri Ier Le Libéral, puis évêque de Troyes de 1190 à 1193.
- Hugues III de Plancy (né vers 1125/1130, mort vers 1185 et av. 1189). Il est un des proches conseillers du comte de Champagne Henri Ier Le Libéral. En 1168, il fonde avec Guillaume de Dampierre le prieuré de Macheret, de l'Ordre de Grandmont, à Saint-Just[4]. En 1179, il accompagne le comte Henri en croisade en Terre-Sainte. Lors du retour, il est fait prisonnier des Turcs mais l'empereur byzantin obtient sa liberté[5]. Vers 1155, il épouse Elisabeth de Traînel, dame de Pâlis, fille d'Anseau Ier de Traînel, dit Le Vieux, seigneur de Traînel et de Marigny, et d'Hélissente de Montmirail, dont il a trois enfants :
  - Gilles de Plancy, qui suit.
  - Chevrière de Plancy, dame de Pâlis, qui épouse Martel II de Mailly, fils de Foulques de Mailly et d'Ermengarde de Beaujeu.
  - Caprara (Caprarie) de Plancy, religieuse à l'abbaye du Paraclet (sans doute la même que la précédente, leurs noms étant en fait semblables).
- Gilles (Gilon) de Plancy (né vers 1160, mort vers 1190 ou vers 1209/1213). En 1189, il participe à la troisième Croisade et meurt probablement pendant le siège de Saint-Jean-d'Acre. Vers 1180, il épouse Hodierne (Holdéarde) de Reynel, fille de Wiard de Reynel, dit Le Vieux, seigneur de Reynel, et d'Émeline de Gondrecourt, dont il a trois enfants :
  - Philippe II de Plancy, qui suit.
  - Guy de Plancy (mort après 1224 ou après juillet 1250 ?), qui succède à sa mère comme seigneur de Gondrecourt. Il épouse Comtesse, au nom de famille inconnu, dont il a une fille : Jeanne de Plancy, qui épouse Eustache III ou Ier de Conflans-Mareuil, vicomte de Troyes.
  - Gillette de Plancy.
- Philippe II de Plancy (né vers 1185, mort vers 1246 ou vers 1234/1237). Lors de la guerre de succession de Champagne, il est partisan d'Erard de Brienne et de sa femme Philippa de Champagne. Son château est alors saisi en juin 1218 par Clarembaud de Chappes, qui le livrera à la comtesse de Champagne s'il continue ses exactions contre elle ou contre son fils Thibaut IV[6]. En 1218, il prend part à la cinquième Croisade et participe probablement au siège de Damiette sous le commandement de Jean de Brienne[5],[7]. Vers 1207, il épouse Agnès de Bar-sur-Seine (morte vers 1237/1240), fille de Thibaut de Bar-sur-Seine, seigneur de Champlost, issu d'une branche cadette de la Maison de Brienne, et de Marguerite de Chacenay, dont il a cinq enfants :
  - Jacques de Plancy, qui succède à son père comme seigneur de Plancy. Probablement décédé sans avoir été marié ni avoir eu de postérité (ou alors père d'Agnès de Plancy ci-dessous ?).
  - Thibaut de Plancy (mort avant juillet 1250), seigneur de Saint-Vinnemer.
  - Hugues IV de Plancy (mort après juillet 1250), seigneur de Bragelonne (fief dépendant féodalement de Bagneux). Il succède à son frère comme seigneur de Plancy.
  - Marguerite de Plancy, qui épouse Gaucher de Saint-Florentin, dont elle a plusieurs enfants.
  - Philippe de Plancy (mort après juillet 1250), chanoine.
- Jacques de Plancy (né vers 1210, mort après juillet 1250 et avant 1264). Le nom de son épouse est inconnu, mais il aurait eu au moins un enfant :
  - Agnès de Plancy, qui épouse Guillaume II d'Arzillières, fils de Gautier II d'Arzillières et d'Isabelle de Grandpré ou de Béatrix de Til-Châtel, dont elle a plusieurs enfants.
- Hugues IV de Plancy (né vers 1215/1220, mort après 1264). Seigneur de Bragelonne, il succède à son frère comme seigneur de Plancy. Il épouse Agnès de Mello, fille de Guillaume Ier de Mello, dit Le Jeune, et d’Élisabeth de Mont-Saint-Jean, dont il a deux enfants :
  - Marguerite de Plancy, qui épouse Jean Ier de Courtenay, seigneur de Tanlay, dont elle a plusieurs enfants.
  - Philippe III de Plancy, qui suit.
- Philippe III de Plancy (né vers 1250, mort après 1317). Il épouse Marie de Noyers, fille de Milon VII de Noyers et d'Hélissent des Barres-du Bois-Rozerain, et tante du maréchal de Noyers, dont il a au moins un enfant :
  - Jean Ier de Plancy, qui suit.
- Jean Ier de Plancy (né vers 1275, mort avant 1328). Il épouse Jeanne de Saint-Vérain, fille de Philippe de Saint-Vérain et de Jeanne de Rigny-le-Ferron, dont il a un enfant :
  - Jean II de Plancy, qui suit.
- Jean II de Plancy (né vers 1300, mort avant 1362). Il épouse Jeanne de Sully, fille de Pierre II de Sully (de la branche d'Erry et Sancergues), dont il a deux enfants :
  - Louis de Plancy, qui suit.
  - Marguerite de Plancy (morte après 1331), dame de Praslin (un peu au nord-ouest de Bragelonne ; Praslin et Bragelogne se situent à une quinzaine de km au sud-ouest de Bar-sur-Seine), qui épouse 1° Jean de Joinville (vers 1280/1295-mort après novembre 1337), seigneur de Vaucouleurs, fils de Gautier de Joinville (fils de Geoffroy de Genneville de Vaucouleurs) et d'Isabelle de Cirey, dont elle a deux enfants (Amé et Laure de Joinville), puis 2° Guillaume II de Grancey, seigneur de Larrey, dont elle a deux enfants (Guillaume III et Pierre de Grancey ; d'où la succession de Praslin) ; [Remarque : il serait plus satisfaisant du point de vue chronologique de faire de Marguerite de Plancy une fille de Jean Ier et une sœur de Jean II].
  - Isabelle de Plancy, qui épouse Dreux de Mello sire de Vitry, fils de Renaud de Mello de St-Parize, dont elle a un enfant (Jeanne).
- Louis de Plancy (né vers 1355-mort en 1396 à Nicopolis) [époux vers 1388/1389 d'Isabelle, morte avant 1400, fille de Dreux de Mello-Saint-Bris, lui-même fils de Mathieu de Mello[8],[9]] [Arthur de Marsy, dans son compte-rendu de l'ouvrage du baron Godard de Plancy[10], cite un aveu rendu par un Louis, seigneur de Plancy, en 1300...]
  - Jeanne de Plancy (née vers 1383/1384), x vers 1398/1401 Roger II de Hellenvilliers sire de La Chapelle-Gauthier, fils de Roger Ier et de Marguerite de Dreux-Beu dame de La Chapelle-Gauthier et de Bagneux.
  - Isabelle de Plancy (née vers 1391/1392), femme de Guyot de Châteauneuf : leur fille aînée et héritière, Catherine de Châteauneuf, née en 1419 et brûlée en 1456 après sa condamnation au bûcher pour assassinat, connut un destin tragique (cf. l'article Châteauneuf).
- [Le baron Godard de Plancy[10] et l'article Plancy ajoutent Nicolas de Plancy, mort en 1392, seigneur de Drulley et Borgoignons (Bourguignons ?), conseiller maître des Comptes, marié à Eudeline : son épitaphe se trouve dans la cathédrale Saint-Étienne de Châlons-en-Champagne, et l'inhumation du couple se fit dans la collégiale Notre-Dame-en-Vaux de Châlons].

## La terre de Plancy
Avant même la mi-XVe siècle, Plancy passe à d'autres familles que la maison féodale qu'on vient d'exposer. De plus, ces nouvelles familles se partagent Plancy, les divisions, parts et co-seigneuries se multipliant.
Adam Boucher, Secrétaire du Roy, 3eme fils de Bureau, fils d'Orfay, Garde des Sceaux de France et de Gilette Reguier.
Avant 1396 après J.C Marie Boucher fut l'épouse de Christophe DelaCroix, Seigneur de Plancy (sous Louis IV Le Gros)
Les Bar de Baugy détiennent des parts de Plancy[Comment ?], et les transmettent aux Jaucourt de Villarnoult (Jean de Jaucourt est l'époux de Jeanne-Françoise de Bar de Baugy, mort en 1572, nièce de Magdeleine ci-après et sœur de François II de Bar de Baugy ; leur arrière-petit-fils Elie de Jaucourt, né en 1604, fils de Gabriel et petit-fils de Louis de Jaucourt, lui-même fils de Jean et Jeanne-Françoise, est encore dit seigneur de Plancy), ainsi qu'aux Courtenay-Bléneau (Jean III de Courtenay, 1465-1511, a pour 2e épouse Magdeleine de Bar de Baugy dame de Plancy, mariée en 1494, sœur de François Ier de Bar de Baugy).
Les Neufchâtel-(Montaigu) de Nanteuil, vicomtes de Bligny : selon le Père Anselme, Thibaud de Neufchâtel-Montaigu-Nanteuil, vicomte de Bligny, fils de Jean II de Montaigu, achète une part de Plancy et la donne à son fils le vicomte Humbert vers 1445-1448. De plus, Humbert de Neufchâtel, aussi seigneur d'Ancy et de Cuzy, épouse 1° vers 1448 Claude de Tenarre (à Baudrières) dame de Plancy (plutôt que « de Tannerre », comme on trouve aussi, ; elle semble mort vers 1459, et Humbert se remaria avec Charlotte d'Aulnay-de Louvres, Orville et Goussainville, dont le 2e mari, Miles de Dampierre, beau-père de Pierre d'Orgemont de Méry, reprit la titulature de Plancy et d'Ancy), fille homonyme de Claude (mort en avril 1455, sans doute apparenté aux Tenarre de Janly) et de Jeanne de Plancy (qui serait la fille de Louis de Plancy ci-dessus, donc remariée après son union avec Roger de Hellenvilliers, à moins qu'il y ait une confusion avec sa sœur Isabelle, ou que ce soit une sœur ou une cousine homonyme ? ; Jeanne est dite dame d'Ancy-le-Franc, ce qui est cohérent avec sa mère Isabelle de Mello-St-Bris, dont la propre grand-mère paternelle était Marguerite de Grancey dame d'Ancy, femme de Mathieu de Mello et mère de Dreux de Mello-St-Bris). Deux des parts de Plancy sont ainsi réunies.
Les héritiers des Neu(f)châtel, 1) en 1502-1505-1506-1507 l'aînée Jeanne de Neufchâtel vicomtesse de Bligny (morte vers 1510/1514, fille d'Humbert et de Claude, épouse en 1458 de Marc-Antoine Saladin d'Anglure d'Étoges, mort en 1499, seigneur d'Étoges), et 2) en 1510 son demi-frère cadet Jacques de Neufchâtel (fils d'Humbert et de sa 2e épouse Charlotte d'Aunoy/d'Aunay ci-dessus), vendent leurs parts de Plancy à Geoffroy de La Croix (souvent présenté comme un de La Croix de Castries, fils cadet de Guillaume baron de Castries et gouverneur de Montpellier, mais cela est discuté ; cependant cela semble avéré puisqu'il est réputé né à Montpellier et que Guillaume le couche sur son testament en mai 1496), mort le 9 mars 1515 (1514 en vieux style) à Paris et inhumé aux Cordeliers, sire de Ricquebourg et La Neuville, Villeneuve, Bouqueval, conseiller et notaire-secrétaire du roi, maître des Comptes, Trésorier des Guerres en 1495-1515, bon serviteur des rois Valois, notamment de Louis XII. Geoffroy de La Croix marie 1° 1492 Jeanne/Philippe Marcel dame de Vaux-le-Pénil (mort avant 1504) et 2° 1507 Charlotte Poncher (mort en 1529). Les de La Croix, barons de Plancy rassemblent peu à peu les différentes parts de Plancy, qu'ils détiennent jusqu'en 1654. Après Geoffroy de La Croix, viennent au XVIe siècle : < son fils Claude Ier (mort en 1560), baron de Plancy et vicomte de Semoine, sire de Dosnon et Saint-Léger, maître des Comptes, époux en 1520/1521 de Louise de Harlay, dame de Rupéreux et tante d'Achille) ; < père de Claude II, député de la noblesse du bailliage de Sézanne aux États de 1560 ; huguenot lié à Condé puis rallié au roi en 1567, chevalier de St-Michel vers 1576/78, mort avant 1576 (son frère cadet est ♦ Nicolas vicomte de Semoine, vu plus loin) ; < père de Claude III, gentilhomme ordinaire de la Chambre, chevalier de St-Michel, gouverneur de Châtillon et de Méry, capitaine et baron de Plancy. Au XVIIe siècle, Claude V, colonel de cavalerie, se maintient sous Richelieu, mais Claude VI de La Croix de Plancy, ruiné dans les années 1650 sous Mazarin, est saisi et vendu (mise à la criée en octobre 1651, vente définitive en 1654), ce à quoi il tente pathétiquement et vainement de s'opposer.
Alors, Plancy est acheté en 1654 par un descendant des La Croix de Plancy en lignée féminine, le secrétaire d'État Henri de Guénégaud (1609-1676), dont la mère était Marie de La Croix-Plancy-Semoine (morte en 1655), dame du Plessis-Belleville (♦ Nicolas de La Croix rencontré ci-dessus, vicomte de Semoine et Longueville, sire de Rupéreux, chevalier de St-Michel, Premier maître d’Hôtel de la reine Margot en 1577, époux en 1561 de la capétienne Charlotte de Courtenay-La Ferté-Loupière (1520-ap.1565) et petit-fils de Geoffroy de La Croix, eut pour fils Claude de La Croix, Premier écuyer de la reine Margot, chevalier de St-Michel, gentilhomme ordinaire de la Chambre, capitaine de 50 Chevau-légers, gouverneur de Châtillon en alternance avec son cousin Claude III, partisan d'Henri IV, marié à Catherine de Balhaan dame du Plessis-Belleville : parents de ladite Marie qui épouse en novembre 1604 Gabriel de Guénégaud (mort en 1638), trésorier de l'Epargne). Henri du Plessis-Guénégaud devint marquis de Plancy en mai 1656, comme il le fut aussi de La Garnache en 1652.
En 1714, son fils Henri II du Plessis-Guénégaud (1647-1722 ; 2e marquis de Plancy), endetté, doit céder la terre de Plancy à Jean Moreau, secrétaire du roi, contrôleur général de la Grande Chancellerie, fondé de procuration des créanciers du 2e marquis, oncle de Moreau de Séchelles et grand-père de Gabriel-François.
Le 14 juin 1764, Plancy est acquis par le fermier général et auteur Claude Godard d'Aucour (1716-1795), père de Claude, et grand-père d'Adrien (1778-1855) ; dit le comte de Plancy, nommé baron de Plancy et de l'Empire par Napoléon, préfet, gendre du prince Lebrun.